# Crescêncio I

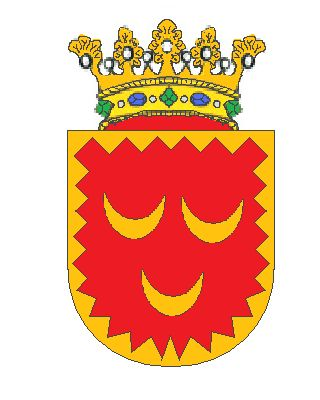
Família da realeza

Crescêncio I (?- 7 de julho de 984), o Velho, nasceu numa poderosa família romana dos Crescêncios.
Quando desapareceu a dinastia carolíngia, o governo papal de Roma perdeu o seu mais poderoso aliado, e os romanos resolveram tomar as rédeas do poder na sua cidade. Fora da aristocracia local, surgiu uma poderosa família, que assumiu na prática, o poder na cidade, envolvendo-se em todos assuntos e controlando o trono papal. No século X a família foi representada por Teofilato I, alto dignitário da corte papal e do governo pontifício, e por Teodora, sua esposa e as suas duas filhas, Marózia e Teodora. Crescêncio, o Velho era descendente desta família, filho de Teodora, a filha de Teofilato. De acordo com os registos ele começou a envolver-se nos assuntos romanos pela primeira vez em 974.
Com a morte do Papa João XIII (965-972), que era irmão de Crescêncio, o imperador Otão I (936-973) designou para seu sucessor o Cardeal-diácono Bento, que tomou o nome de Bento VI (972-974). Os romanos já estavam fartos das constantes interferências imperiais nas eleições do papa e um ano depois da morte de Otão I, quando o seu sucessor, Otão II estava ocupado em assuntos do império, os romanos revoltaram-se contra o regime imperial sob a liderança de Crescêncio. O infeliz papa Bento VI foi destronado, lançado no Castelo de Santo Ângelo e estrangulado em Julho de 974.
O diácono Franco, um romano filho de Ferrucius, foi escolhido para lhe suceder e tomou o nome de Bonifácio VII (974). Os protestos do legado imperial Sicco foram em vão, contra as aspirações dos romanos.
Mas não tardou a que o partido imperial mostrasse a sua força. O antipapa Bonifácio VII foi forçado a fugir para Constantinopla e Bento VII (974-983) foi escolhido para o seu lugar. E Crescêncio desapareceu por algum tempo.
Com quase toda a certeza ele tomou parte na restauração do pontificado de Bonifácio VII em 984. Em Dezembro de 983 falecia o imperador Otão II e o partido anti-imperial acreditou que era tempo de voltar ao poder. Em abril de 984, Bonifácio VII volta de Constantinopla e toma posse em Roma. O Papa João XIV (983-984), que tinha sido nomeado por Otão II é preso e acaba por morrer quatro meses depois no Castelo de Santo Ângelo. O antipapa Bonifácio morreria em julho de 985. O seu protector, Crescêncio, em data incerta, tomou o hábito e fez-se monge no mosteiro de Santo Aleixo, no monte Aventino, onde faleceu a 7 de Julho de 984.